# Criminòleg

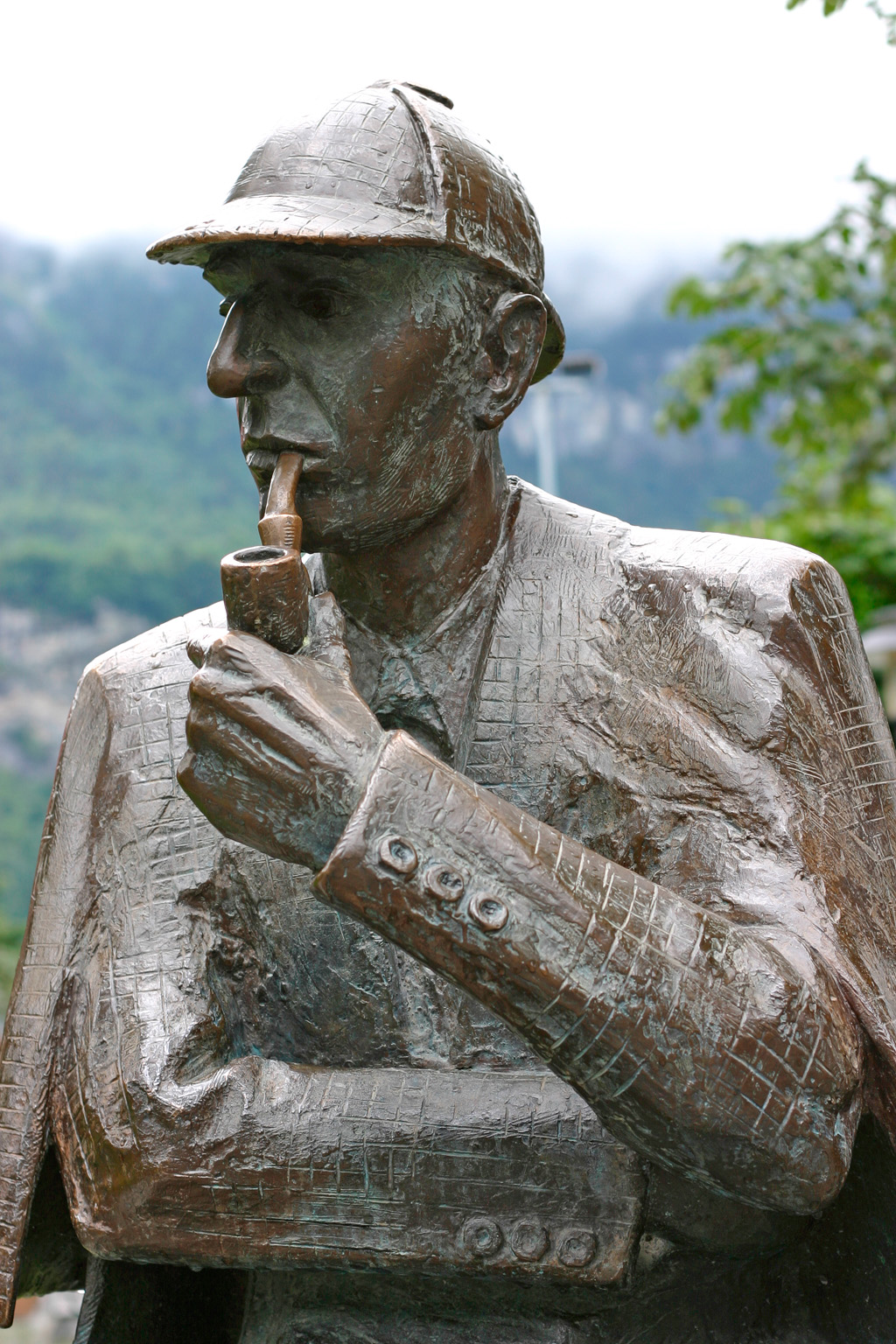
Estàtua de Sherlock Holmes a Meiringen, Suïssa.

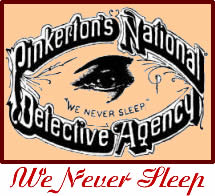
Anagrama de Pinkerton Agència Nacional de Detectius, fundada el 1850 per Allan Pinkerton en els Estats Units.

Un criminòleg és el professional que s'encarrega de l'estudi de la delinqüència, la seva prevenció i tractament, a través de la disciplina de la criminologia. Aquesta es conforma per diferents teories, paradigmes i elements propis d'ella com també de la sociologia, la psicologia, la medicina forense, el dret i l'antropologia.
Segons el Reial Decret 858/2003 de 4 de juliol, es va crear el títol oficial de Llicenciat en Criminologia a Espanya per, segons el mateix text legal afirma, donar resposta a la necessitat social d'especialistes en el món de la delinqüència, en la seva anàlisi i comprensió de les seves causes, en els mètodes més eficaços de prevenció i, molt especialment, en l'estudi i explicació de la conducta delictiva i en els mètodes i eines d'intervenció dirigits al tractament de la conducta delictiva en les seves més variades formes de manifestació.

## Formació i requisits (Espanya)
Per ser criminòleg hi ha diverses vies a seguir:
- Ser posseïdor de la Llicenciatura en Criminologia (2n cicle) dels Estudis Universitaris de Grau Superior.
- Grau en Criminologia.[2]

## Mercat de treball
Les sortides professionals de la criminologia són les següents:
- Treballar per als Cossos i Forces de Seguretat de l'Estat, per exemple: assessor de jutges, advocats, fiscals o com a membre de la policia científica
- Investigació científica en universitats o altres associacions o institucions.
- Intervenció i prevenció a través de programes subvencionats per diverses institucions públiques o privades.
- Treballar com a formador de Forces i Cossos de Seguretat o altres institucions relacionades.
- Fer de detectiu privat, com a autònom o per a una empresa privada.

## Remuneració
Els criminòlegs autònoms cobren les seves tarifes lliurement el que poden rebre per ingressos directes dels clients.
Els criminòlegs que siguin funcionaris de policia, o judicials cobren de l'Estat.